# 世界絶景シリーズ
『世界絶景シリーズ』は、BSジャパンにて年に数度放送されている、2時間の紀行番組。初回放送は2006年2月。再放送も頻繁に行われている。

## 概要
基本的に1番組で1カ国を紹介する形式をとっている。
タイトルの通り世界の絶景シーンにスポットを当てており、世界遺産をはじめとした熱帯雨林や野生動物、サンゴ礁、歴史的建築物、伝統文化といったエコツーリズムのシーンが目につく内容になっている。
リポーターはおらず、グルメの紹介シーン等でもナレーションのみで進行していくのが特徴。

## 放送リスト
|        | 初回放送日     | タイトル                                                          |
| ------ | -------------- | ----------------------------------------------------------------- |
| 第1回  | 2006年2月25日  | 大自然と伝統文化をめぐる スイス絶景の旅                           |
| 第2回  | 2006年3月26日  | 生命の宝庫・パプアニューギニアの森と海                            |
| 第3回  | 2006年9月30日  | 大自然と多彩な文化が織りなす カナダ絶景の旅                       |
| 第4回  | 2006年11月11日 | スリランカ 歴史を語る古代都市と知られざる大自然                   |
| 第5回  | 2007年1月27日  | 大自然とマオリ文化をめぐる ニュージーランド絶景の旅               |
| 第6回  | 2007年3月24日  | ミクロネシア 魅惑の島々                                           |
| 第7回  | 2007年8月25日  | 大自然と多彩な都市をめぐる カリフォルニア絶景の旅                 |
| 第8回  | 2007年9月22日  | 大自然とケルト文化が織りなす アイルランド絶景の旅                 |
| 第9回  | 2008年1月26日  | 神秘の大自然と多彩な伝統文化をめぐる アルゼンチン絶景の旅         |
| 第10回 | 2008年3月1日   | 南太平洋の十字路 フィジー                                         |
| 第11回 | 2008年6月14日  | 大自然と伝統文化をめぐる フィリピン絶景の旅                       |
| 第12回 | 2008年9月6日   | 氷河と火山が織りなす アイスランド絶景の旅                         |
| 第13回 | 2008年12月6日  | 大自然と歴史遺産をめぐる クロアチア絶景の旅                       |
| 第14回 | 2009年2月21日  | 魅惑のオーストラリア クイーンズランド絶景の旅                     |
| 第15回 | 2009年5月30日  | 大自然と伝統文化が息づく ボルネオ絶景の旅                         |
| 第16回 | 2009年8月29日  | 豪華客船で行く アラスカ絶景の旅                                   |
| 第17回 | 2010年2月27日  | 南米のパラダイス パラグアイ絶景の旅                               |
| 第18回 | 2010年8月8日   | アンデス・アマゾン・ガラパゴスをめぐる エクアドル絶景の旅         |
| 第19回 | 2010年11月21日 | 大自然と歴史遺産をめぐる イタリア・アルプス絶景の旅               |
| 第20回 | 2011年3月6日   | 自然と悠久の歴史をめぐる ハンガリー絶景の旅                       |
| 第21回 | 2011年5月1日   | 多彩な季節をめぐる カナダ・ケベック絶景の旅                       |
| 第22回 | 2011年10月29日 | 歴史と伝統文化をめぐる ベルギー・ワロン絶景の旅                   |
| 第23回 | 2012年2月25日  | 神秘の海と島々が織りなす ニューカレドニア絶景の旅                 |
| 第24回 | 2012年4月28日  | 大自然と伝統文化をめぐる コロンビア絶景の旅                       |
| 第25回 | 2012年9月22日  | 魅惑のカナダ プリンスエドワード島＆ノバスコシア絶景の旅           |
| 第26回 | 2013年3月12日  | 感動体験！ オーストラリア タスマニア＆メルボルン絶景の旅          |
| 第27回 | 2013年9月14日  | 美しい自然と伝統文化が織りなす フレンチポリネシア・タヒチ絶景の旅 |
| 第28回 | 2014年1月4日   | 地中海の楽園 マルタ絶景の旅                                       |
| 第29回 | 2014年3月15日  | 大自然に抱かれた楽園 コスタリカ絶景の旅                           |
| 第30回 | 2014年9月20日  | 中世の歴史が息づく森の国 エストニア絶景の旅                       |
| 第31回 | 2014年12月13日 | 天空の神秘オーロラに感動！ カナダ・ユーコン絶景の旅               |
| 第32回 | 2015年3月14日  | 知られざる大自然と多彩な文化をめぐる パナマ絶景の旅               |

## ナレーター
- 大場真人
- 山下智子
- 花輪英司

## スタッフなど
- 製作　BSジャパン／ワールドスタッフ